# Stephen Marks
Stephen Anthony Solomon Marks (nacido el 23 de mayo de 1946) es un minorista de moda británico y fundador, presidente y director ejecutivo de la marca French Connection.

## Primeros años y carrera
Stephen Anthony Solomon Marks nació en Harrow, al norte de Londres, hijo de peluqueros judíos, y se educó en la escuela secundaria local. De adolescente, fue un prometedor tenista, jugando en el antiguo club de Fred Perry, Herga, y ganó un premio juvenil en Wimbledon.
Comenzó a trabajar como vendedor para el fabricante de abrigos Andre Peters y el diseñador de moda francés Louis Féraud, antes de fundar Stephen Marks London a finales de la década de 1960 para producir sus propios diseños de trajes y abrigos. Marks ya se había aventurado como mayorista, ganándose el apodo de "el rey de los hotpants" tras detectar la tendencia de los shorts cortos en París e importar artículos para vender en las tiendas de la marca de ropa Miss Selfridge.

## French Connection
Fundó la marca femenina French Connection en 1972, un año después del estreno de la película homónima. Según se dice, el nombre surgió porque, a través de un contacto comercial en Francia, logró adquirir 3.000 camisas indias de tejido de estameña, que pudo revender en el Reino Unido con grandes beneficios.
Para 1975, Nicole Farhi trabajaba para Marks, diseñando una marca de precio medio conocida como Stephen Marks y una marca French Connection by Stephen Marks para el segmento de gama baja. Ese año, Angela Neustatter, de "The Guardian", destacó las marcas de Marks, junto con Christopher McDonnell, Jeff Banks y Stirling Cooper, como marcas con posibilidades de sobrevivir a la creciente plétora de marcas anónimas de gran consumo en la industria de la moda británica. Dirigiendo el estudio de diseño de la compañía en Bow, al este de Londres, Farhi ayudó a lanzar una marca masculina en 1976. Posteriormente, se convirtió en socia de Marks y tuvieron un hijo. Marks ayudó a Farhi a lanzar una marca homónima de alta gama dentro del grupo French Connection en 1983, y siguió vinculada a la marca Nicole Farhi hasta su venta en 2010.
Después de que Marks lanzara la marca French Connection en la Bolsa de Londres en 1984, fue considerado el decimoquinto hombre más rico de Gran Bretaña, pero a finales de la década de 1980 la compañía estaba atravesando graves dificultades económicas. Marks recuperó la dirección de French Connection en 1991, cambiando su imagen con la campaña publicitaria "fcuk". Posteriormente, la marca extendió sus operaciones a 30 países. Otros intereses comerciales de Marks a través de French Connection incluyen las marcas de ropa y ropa para el hogar Great Plains y Toast. Toast cuenta actualmente con once tiendas en el Reino Unido.

## Otros intereses
Marks es miembro de All-England Club y ha contribuido a la creación de academias de tenis en el Reino Unido e Israel para el desarrollo de jóvenes jugadores. En su momento, tuvo una participación sustancial en el Hard Rock Cafe. También ha participado en películas, contribuyendo a la financiación de "Lock, Stock and Two Smoking Barrels", "Snatch", "Layer Cake" y "Kick-Ass".